# Республіки в складі Російської Федерації
Російська Федерація складається з 81 суб'єкту, 19 з яких є республіками. Загалом республіки займають 28,6 % території Росії, у них проживає 16,9% населення країни.
Республіки, на відміну від країв і областей, є національно-державними утвореннями, тобто формою державності того або іншого народу (народів) у складі Росії. На відміну від інших суб'єктів федерації, республіки приймають власні конституції і мають право визначати свої державні мови.
Більшість сучасних республік у радянський період мали статус автономної радянської соціалістичної республіки, деякі були автономними областями. У рамках РРФСР вони вважалися суб'єктами федерації, будучи національно-державними утвореннями, на відміну від країв та областей — адміністративно-територіальних одиниць.

## Перелік
1. Республіка Адигея (Майкоп)
2. Республіка Алтай (Горно-Алтайськ)
3. Республіка Башкортостан (Уфа)
4. Республіка Бурятія (Улан-Уде)
5. Республіка Дагестан (Махачкала)
6. Кабардино-Балкарська Республіка (Нальчик)
7. Республіка Калмикія (Еліста)
8. Карачаєво-Черкеська Республіка (Черкеськ)
9. Республіка Карелія (Петрозаводськ)
10. Республіка Комі (Сиктивкар)
11. Республіка Марій Ел (Йошкар-Ола)
12. Республіка Мордовія (Саранськ)
13. Республіка Саха або Якутія (Якутськ)
14. Республіка Північна Осетія — Аланія (Владикавказ)
15. Республіка Татарстан або Татарстан (Казань)
16. Республіка Тива (Кизил)
17. Удмуртська Республіка (Іжевськ)
18. Республіка Хакасія (Абакан)
19. Чуваська Республіка (Чебоксари)

Республіка Крим, а також так звані Донецька і Луганська народні республіки були створені всупереч нормам міжнародного права на окупованій Росією території України (АР Крим, Донецька область, Луганська область).

## Національний склад республік РФ
| №  | народ                 | титульний (%) | титульний (%) | титульний (%) | титульний (%) | росіяни (%) | росіяни (%) | росіяни (%) | росіяни (%) | інші (%) | інші (%) | інші (%) | інші (%) |
|    | республіка            | 1979          | 1989          | 2002          | 2010          | 1979        | 1989        | 2002        | 2010        | 1979     | 1989     | 2002     | 2010     |
| -- | --------------------- | ------------- | ------------- | ------------- | ------------- | ----------- | ----------- | ----------- | ----------- | -------- | -------- | -------- | -------- |
| 1  | Адигея                | 21,3          | ▲ 22,1        | ▲ 24,1        | ▲ 25,2        | 70,8        | ▼ 68,0      | ▼ 64,4      | ▼ 63,6      |          |          |          |          |
| 2  | Алтай                 | ▲ 29,1        | ▲ 31,0        | ▲ 33,4        | ▲ 33,9        | ▲ 63,3      | ▼ 60,4      | ▼ 57,4      | ▼ 56,6      |          | 5,6      | ▲ 5,9    | ▲ 6,2    |
| 3  | Башкортостан          | 24,3          | ▼ 21,9        | ▲ 29,7        | ▼ 29,5        | 40,3        | ▼ 39,2      | ▼ 36,3      | ▼ 36,1      | 24,5     | ▲ 28,4   | ▼ 24,1   | ▲ 25,4   |
| 4  | Бурятія               | ▲ 23,0        | ▲ 24,0        | ▲ 27,8        | ▲ 30          | ▼ 72,1      | ▼ 69,9      | ▼ 67,8      | ▼ 66,1      |          |          |          |          |
| 5  | Дагестан              | 86,0          |               |               |               | 11,0        | ▼ 9,2       | ▼ 4,6       | ▼ 3,6       |          |          |          |          |
|    |                       |               |               |               |               |             |             |             |             |          |          |          |          |
| 6  | Кабардино-Балкарія    | 45,6          | ▲ 52,2        | ▲ 55,3        | ▲ 57,2        | 35,1        | ▼ 31,9      | ▼ 25,1      | ▼ 22,5      | 9,0      | ▲ 9,4    | ▲ 11,6   | ▲ 12,7   |
| 7  | Калмикія              | ▲ 41,4        | ▲ 45,3        | ▲ 53,3        | ▲ 57,4        | ▼ 42,7      | ▼ 37,6      | ▼ 33,5      | ▼ 30,2      |          |          |          |          |
| 8  | Карачаєво-Черкесія    | 29,7          | ▲ 31,2        | ▲ 38,5        | ▲ 41          | 45,0        | ▼ 42,4      | ▼ 33,6      | ▼ 31,6      | 9,3      | ▲ 9,7    | ▲ 11,2   | ▲ 11,9   |
| 9  | Карелія               | ▼ 11,1        | ▼ 10,0        | ▼ 9,2         | ▼ 7,4         | ▲ 71,3      | ▲ 73,6      | ▲ 76,6      | ▲ 82,2      |          |          |          |          |
| 10 | Комі                  | ▼ 25,3        | ▼ 23,3        | ▲ 25,1        | ▼ 23,7        | ▲ 56,7      | ▲ 57,7      | ▲ 59,5      | ▲ 65,1      |          |          |          |          |
| 11 | Марій Ел              | ▼ 43,6        | ▼ 43,3        | ▼ 42,8        | ▲ 43,9        | ▼ 47,6      | ▼ 47,4      | ▬ 47,4      | ▬ 47,4      |          |          |          |          |
| 12 | Мордовія              | ▼ 34,2        | ▼ 32,5        | ▼ 31,9        | ▲ 40          | ▲ 59,7      | ▲ 60,8      | ▬ 60,8      | ▼ 53,4      |          |          |          |          |
| 13 | Саха                  | ▲ 36,9        | ▼ 33,4        | ▲ 45,5        | ▲ 49,9        | ▲ 50,5      | ▼ 50,3      | ▼ 41,1      | ▼ 37,8      |          |          |          |          |
| 14 | Північна Осетія       | ▲ 50,5        | ▲ 52,9        | ▲ 62,7        | ▲ 65,1        | ▼ 34,0      | ▼ 29,9      | ▼ 23,1      | ▼ 20,8      |          |          |          |          |
| 15 | Татарстан             | ▼ 47,7        | ▲ 48,4        | ▲ 52,9        | ▲ 53,2        | ▲ 44,0      | ▼ 43,2      | ▼ 39,4      | ▲ 39,7      |          |          |          |          |
| 16 | Тива                  | ▲ 60,4        | ▲ 64,3        | ▲ 77,0        | ▲ 82          | ▼ 36,2      | ▼ 32,0      | ▼ 20,1      | ▼ 16,3      |          |          |          |          |
| 17 | Удмуртська Республіка | ▼ 32,2        | ▼ 30,9        | ▼ 29,3        | ▼ 28          | ▲ 58,3      | ▲ 58,9      | ▲ 60,1      | ▲ 62,2      |          |          |          |          |
| 18 | Хакасія               | ▼ 11,4        | ▼ 11,1        | ▲ 11,9        | ▲ 12,1        | ▲ 79,5      | ▼ 79,4      | ▲ 80,2      | ▲ 81,7      |          |          |          |          |
|    |                       |               |               |               | ▲             |             |             |             |             |          |          |          |          |
| 19 | Чувашія               | ▼ 68,4        | ▼ 67,7        | ▼ 67,6        | ▲ 67,7        | ▲ 26,0      | ▼ 26,6      | ▼ 26,5      | ▲ 26,9      |          |          |          |          |

Примітка: у стовпці інші вказані другі за чисельністю корінні народи у двонаціональних республіках.

## Статус

### Республіканське законодавство
У 2000-х роках твердження про державний суверенітет республік були вилучені з їхніх конституцій. Протягом 2012–2015 років тривав процес перейменування президентів республік на «голів». У більшості республік державними мовами є російська та мова титульної національності республіки. Винятком є Республіка Карелія, де карельська не може стати державною через те, що вона записується латинкою, а федеральне законодавство забороняє некириличні писемності для державних мов республік.

### Державний суверенітет
Перетворення з АССР в республіки відбувалося одночасно з «парадом суверенітетів» союзних республік. У прийнятих у 1990-х роках державними органами влади республік документах республіки проголошувалися носіями суверенітета. При цьому, питання про повну державну незалежність і вихід зі складу Російської Федерації у більшості випадків не ставилося, за добре відомими виключеннями, зокрема, Чечні та Татарстану.
У статті 5 Конституції Росії республіки охарактеризовані як держави. Тим не менше, Конституційний суд РФ у 2000 році дав роз'яснення, що цим не визнається державний суверенітет республік:
| | \| Конституція Російської Федерації не допускає будь-якого іншого носія суверенітету і джерела влади, крім багатонаціонального народу Росії, і, отже, не передбачає будь-якого іншого державного суверенітету, крім суверенітету Російської Федерації. Суверенітет Російської Федерації, в силу Конституції Російської Федерації, виключає існування двох рівнів суверенних влад, що знаходяться в єдиній системі державної влади, які володіли б верховенством та незалежністю, тобто не допускає суверенітету ні республік, ні інших суб'єктів Російської Федерації. [...] Визнання ... за республіками суверенітету, при тому що всі інші суб'єкти Російської Федерації ним не володіють, порушило б конституційну рівноправність суб'єктів Російської Федерації... Отже, використання у статті 5 (частина 2) Конституції Російської Федерації стосовно до встановленого нею федеративного устрою поняття «республіка (держава)» не означає - на відміну від Федеративного договору від 31 березня 1992 року - визнання державного суверенітету цих суб'єктів Російської Федерації, а лише відбиває певні особливості їх конституційно-правового статусу, пов'язані з факторами історичного, національного та іншого характеру. \| Оригінальний текст (рос.) Конституция Российской Федерации не допускает какого-либо иного носителя суверенитета и источника власти, помимо многонационального народа России, и, следовательно, не предполагает какого-либо иного государственного суверенитета, помимо суверенитета Российской Федерации. Суверенитет Российской Федерации, в силу Конституции Российской Федерации, исключает существование двух уровней суверенных властей, находящихся в единой системе государственной власти, которые обладали бы верховенством и независимостью, то есть не допускает суверенитета ни республик, ни иных субъектов Российской Федерации. [...] Признание ... за республиками суверенитета, при том что все другие субъекты Российской Федерации им не обладают, нарушило бы конституционное равноправие субъектов Российской Федерации...Следовательно, использование в статье 5 (часть 2) Конституции Российской Федерации применительно к установленному ею федеративному устройству понятия «республика (государство)» не означает — в отличие от Федеративного договора от 31 марта 1992 года — признание государственного суверенитета этих субъектов Российской Федерации, а лишь отражает определенные особенности их конституционно-правового статуса, связанные с факторами исторического, национального и иного характера. |
| Конституція Російської Федерації не допускає будь-якого іншого носія суверенітету і джерела влади, крім багатонаціонального народу Росії, і, отже, не передбачає будь-якого іншого державного суверенітету, крім суверенітету Російської Федерації. Суверенітет Російської Федерації, в силу Конституції Російської Федерації, виключає існування двох рівнів суверенних влад, що знаходяться в єдиній системі державної влади, які володіли б верховенством та незалежністю, тобто не допускає суверенітету ні республік, ні інших суб'єктів Російської Федерації. [...] Визнання ... за республіками суверенітету, при тому що всі інші суб'єкти Російської Федерації ним не володіють, порушило б конституційну рівноправність суб'єктів Російської Федерації... Отже, використання у статті 5 (частина 2) Конституції Російської Федерації стосовно до встановленого нею федеративного устрою поняття «республіка (держава)» не означає - на відміну від Федеративного договору від 31 березня 1992 року - визнання державного суверенітету цих суб'єктів Російської Федерації, а лише відбиває певні особливості їх конституційно-правового статусу, пов'язані з факторами історичного, національного та іншого характеру. | |

### Національність голів республік
Голови 13 з 19 республік  належать до титульних національностей відповідних республік: Адигея, Башкортостан, Дагестан, , Кабардино-Балкарія, Калмикія, Карачаєво-Черкесія, Комі, Саха (Якутія), Північна Осетія-Аланія, Татарстан, Тива, , Чувашія.

## Спроби створення

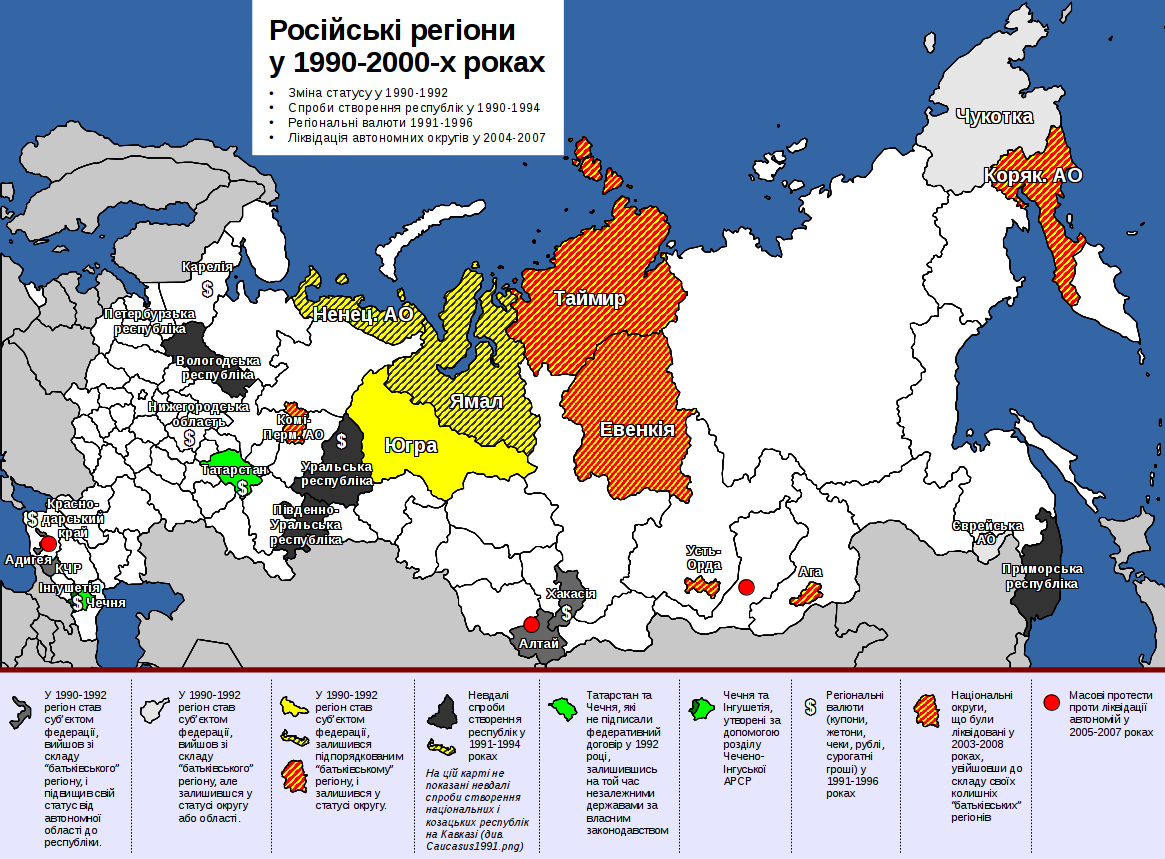
Зміни статусу регіонів РФ

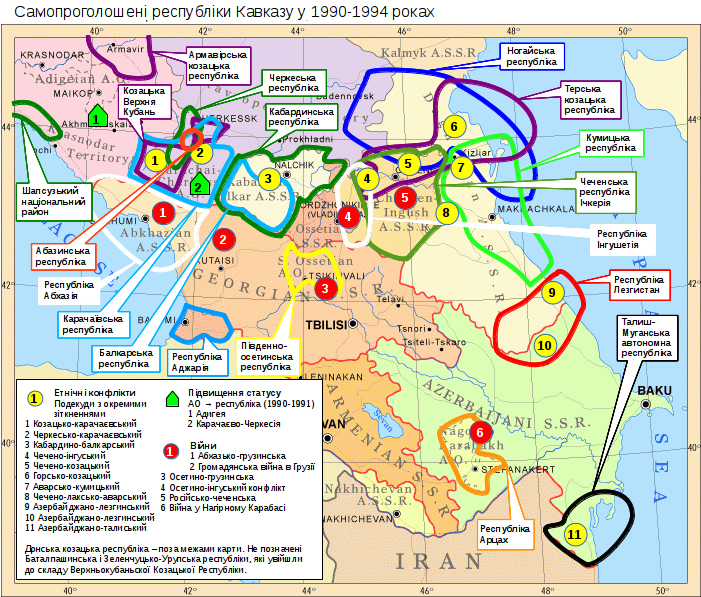
Самопроголошені республіки Кавказу

У 1990–1992 роках більшість колишніх автономних областей РРФСР підвищили свій статус до рівня республік:
- Адигея
- Карачаєво-Черкесія
- Республіка Алтай
- Хакасія

У той же час Єврейська автономна область єдина була збережена у статусі автономної області, хоч зустрічається і назва «Єврейська автономна республіка» в офіційних документах 1992 року.
Водночас низка автономних округів також проголосили себе республіками. Хоч назви цих республік і вживалися у 1992 році у федеральних офіційних документах, ці спроби не були доведені до результату. Республіками проголосили себе:
- Ненецький автономний округ[29]
- Ямало-Ненецький автономний округ

У федеральних документах також містяться дані про республіканський статус суб'єкту Коряцький автономний округ.
Низка ненаціональних областей та країв також зробили кроки в напрямку отримання республіканського статусу або отримання прав, рівних республіканських:
- Уральська Республіка (Свердловська область)
- Південно-Уральська Республіка (Челябінська область)
- Республіка Примор'я[30] (Приморський край)
- Республіка Санкт-Петербург (Місто Санкт-Петербург)
- Вологодська республіка (Вологодська область)

На Кавказі у багатонаціональних та козацьких регіонах були зроблені спроби проголосити національні та козацькі республіки. Єдиним успішним випадком проголошення національних республік у багатонаціональних регіонах був розділ Чечено-Інгушетії на республіки Ічкерія (на той момент) та Інгушетія.
Решта національних проектів не відбулася у 1990-х:
- Карачаєво-Черкесія:
  - Черкеська республіка
  - Карачаївська республіка
  - Абазинська республіка
    - Зеленчуксько-Урупська Козацька Радянська Соціалістична Республіка
    - Баталпашинська Козацька Республіка
- Кабардино-Балкарія
  - Балкарська республіка
  - Кабардинська республіка
- Дагестан
  - Ногайська республіка
  - Кумицька республіка
  - Лезгистан
  - Північний Дагестан
- Козацькі регіони, які разом з Верхньою Кубанню об'єдналися у Союз козацьких республік
  - Терська козацька республіка
  - Армавірська козацька республіка
  - Донська козацька республіка

Зрештою, поза межами Кавказу національні та регіональні організації та з'їзди також висували пропозиції створення або відновлення республік:
- Республіка німців Поволжя[31]
- Сибірська республіка
- Російська республіка (проект) — республіка, яка би об'єднала етнічно російські регіони.

За об'єднання етнічно російських областей та країв у великі республіки (Сибір, Заліська Русь, Північна Русь та ін.) виступає опозиційна партія Національно-демократичний союз.